# Buick Super
Buick Super – samochód osobowy produkowany pod amerykańską marką Buick w latach 1940–1959. Powstało pięć generacji tego modelu.

## Galeria

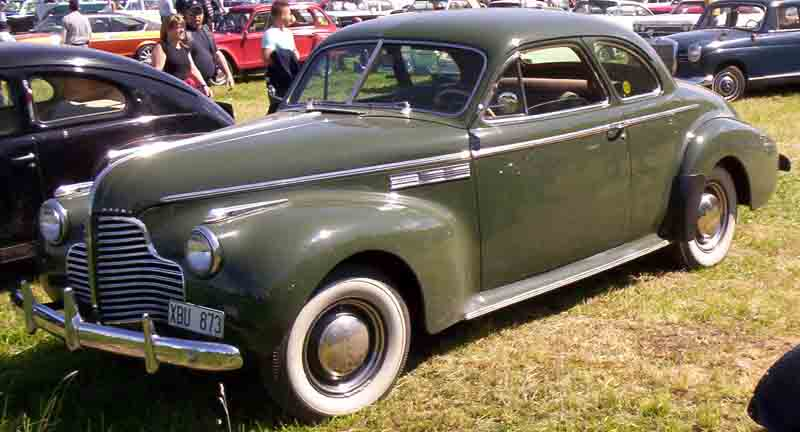
Buick Super I
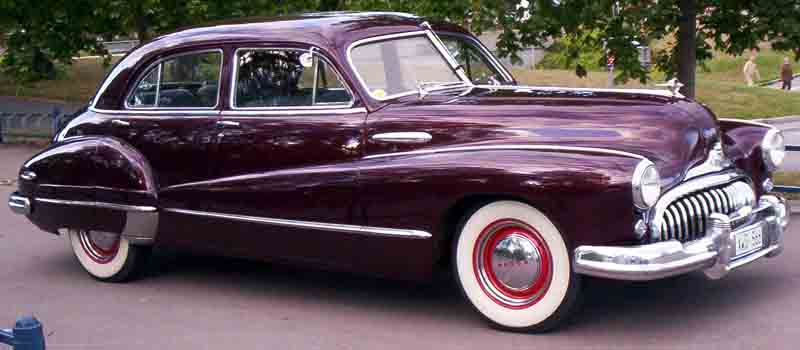
Buick Super II
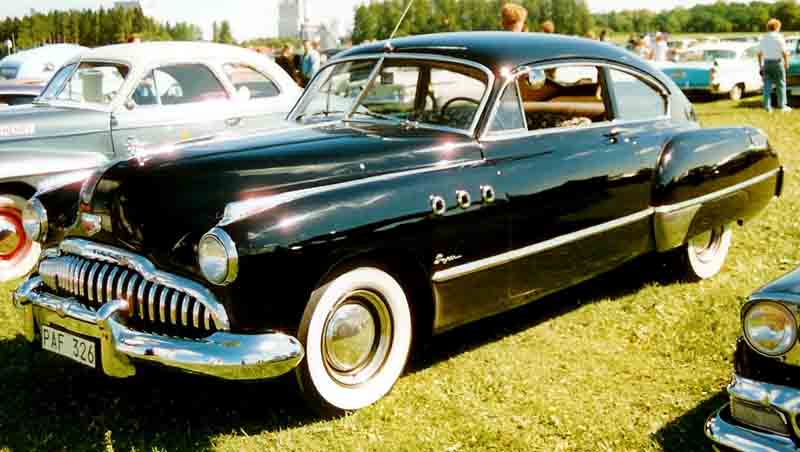
Buick Super III
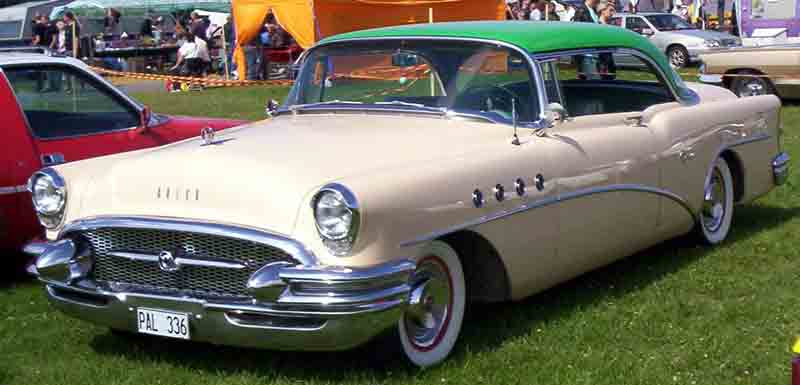
Buick Super IV
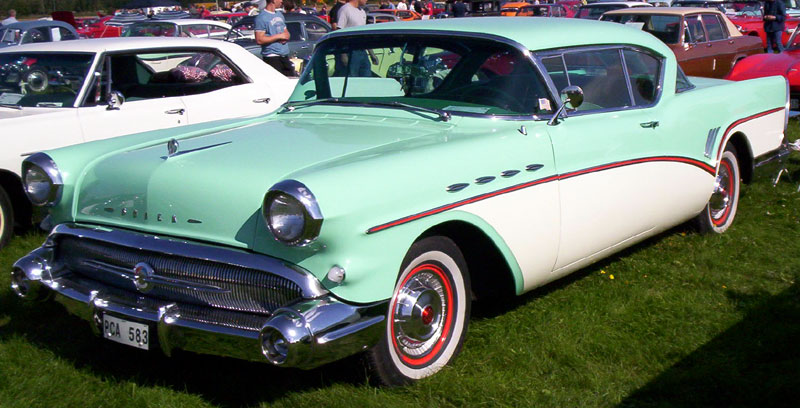
Buick Super V